# 61. Golden Globe-gála
A 61. évi Arany Glóbusz, azaz Golden Globe-díjátadóra 2004. január 25-én kerül sor a Beverly Hills-i Beverly Hilton Hotelben, Kaliforniában. A legtöbb, nyolc jelölést a Hideghegy kapta, de a legtöbb díjjal, szám szerint néggyel A Gyűrűk Ura: A király visszatér alkotói távoztak.
A szórakoztatóiparban tett komoly munkáért járó Cecil B. DeMille-életműdíjat ebben az évben Michael Douglas kapta.

## Kategóriák és jelöltek
Nyertesek félkövérrel jelölve

### Mozifilmek

#### Legjobb film (dráma)
- A Gyűrűk Ura: A király visszatér
- Hideghegy
- Kapitány és katona: A világ túlsó oldalán
- Titokzatos folyó
- Vágta

#### Legjobb film (musical vagy vígjáték)
- Csavard be, mint Beckham
- Elveszett jelentés
- Igazából szerelem
- Nagy Hal
- Némó nyomában

#### Legjobb színész (dráma)
- Russell Crowe (Kapitány és katona: A világ túlsó oldalán)
- Tom Cruise (Az utolsó szamuráj)
- Ben Kingsley (Ház a ködben)
- Jude Law (Hideghegy)
- Sean Penn (Titokzatos folyó)

#### Legjobb színész (musical vagy vígjáték)
- Jack Black (Rocksuli)
- Johnny Depp (A Karib-tenger kalózai: A Fekete Gyöngy átka)
- Bill Murray (Elveszett jelentés)
- Jack Nicholson (Minden végzet nehéz)
- Billy Bob Thornton (Tapló télapó)

#### Legjobb színésznő (dráma)
- Cate Blanchett (Lapzárta – Veronica Guerin története)
- Scarlett Johansson (Leány gyöngy fülbevalóval)
- Nicole Kidman (Hideghegy)
- Charlize Theron (A rém)
- Uma Thurman (Kill Bill)
- Evan Rachel Wood (Tizenhárom)

#### Legjobb színésznő (musical vagy vígjáték)
- Jamie Lee Curtis (Nem férek a bőrödbe)
- Scarlett Johansson (Elveszett jelentés)
- Diane Keaton (Minden végzet nehéz)
- Diane Lane (Napsütötte Toszkána)
- Helen Mirren (Felül semmi)

#### Legjobb mellékszereplő színész
- Alec Baldwin (A szerencseforgató)
- Albert Finney (Nagy Hal)
- William H. Macy (Vágta)
- Tim Robbins (Titokzatos folyó)
- Peter Sarsgaard (A hazugsággyáros)
- Vatanabe Ken (Az utolsó szamuráj)

#### Legjobb mellékszereplő színésznő
- Maria Bello (A szerencseforgató)
- Patricia Clarkson (Hálaadás)
- Hope Davis (Sikersztori)
- Holly Hunter (Tizenhárom)
- Renée Zellweger (Hideghegy)

#### Legjobb rendező
- Sofia Coppola (Elveszett jelentés)
- Clint Eastwood (Titokzatos folyó)
- Peter Jackson (A Gyűrűk Ura: A király visszatér)
- Anthony Minghella (Hideghegy)
- Peter Weir (Kapitány és katona: A világ túlsó oldalán)

#### Legjobb forgatókönyv
- Amerikában
- Elveszett jelentés
- Hideghegy
- Igazából szerelem
- Titokzatos folyó

#### Legjobb eredeti betétdal
- Amerikában – „Time Enough for Tears”
- A Gyűrűk Ura: A király visszatér – „Into the West”
- Hideghegy – „You Will Be My Ain True Love”
- Mona Lisa mosolya – „The Heart of Every Girl”
- Nagy Hal – „Man of the Hour”

#### Legjobb eredeti filmzene
- A Gyűrűk Ura: A király visszatér
- Hideghegy
- Leány gyöngy fülbevalóval
- Nagy Hal
- Az utolsó szamuráj

#### Legjobb idegen nyelvű film
- Barbárok a kapuk előtt
- Good bye, Lenin!
- Monsieur Ibrahim és a Korán virágai
- Osama
- Visszatérés

### Televízió

#### Legjobb televíziósorozat (dráma)
- 24
- Az elnök emberei
- CSI: A helyszínelők
- Kés/Alatt
- Sírhant művek

#### Legjobb televíziósorozat (musical vagy vígjáték)
- Arrested Development
- A hivatal
- Monk – A flúgos nyomozó
- Szex és New York
- Will és Grace

#### Legjobb televíziós minisorozat vagy tévéfilm
- Angyalok Amerikában
- Meghasonlás
- Soldier’s Girl
- Tavasz Rómában
- Túlélők háza

#### Legjobb színész, televíziósorozat (dráma)
- Michael Chiklis (Kemény zsaruk)
- Anthony LaPaglia (Nyomtalanul)
- William Petersen (CSI: A helyszínelők)
- Martin Sheen (Az elnök emberei)
- Kiefer Sutherland (24)

#### Legjobb színész, televíziósorozat (musical vagy vígjáték)
- Ricky Gervais (A hivatal)
- Matt LeBlanc (Jóbarátok)
- Bernie Mac (The Bernie Mac Show)
- Eric McCormack (Will és Grace)
- Tony Shalhoub (Monk – A flúgos nyomozó)

#### Legjobb színész, televíziós minisorozat vagy tévéfilm
- Antonio Banderas (És a főszerepben Pancho Villa, mint maga)
- James Brolin (The Reagans)
- Troy Garity (Soldier’s Girl)
- Al Pacino (Angyalok Amerikában)
- Tom Wilkinson (Meghasonlás)

#### Legjobb színésznő, televíziósorozat (dráma)
- Frances Conroy (Sírhant művek)
- Jennifer Garner (Alias)
- Allison Janney (Az elnök emberei)
- Joely Richardson (Kés/Alatt)
- Amber Tamblyn (Isteni sugallat)

#### Legjobb színésznő, televíziósorozat (musical vagy vígjáték)
- Bonnie Hunt (Life with Bonnie)
- Reba McEntire (Reba)
- Debra Messing (Will és Grace)
- Sarah Jessica Parker (Szex és New York)
- Bitty Schram (Monk – A flúgos nyomozó)
- Alicia Silverstone (Miss Match)

#### Legjobb színésznő, televíziós minisorozat vagy tévéfilm
- Judy Davis (The Reagans)
- Jessica Lange (Meghasonlás)
- Helen Mirren (Tavasz Rómában)
- Maggie Smith (Túlélők háza)
- Meryl Streep (Angyalok Amerikában)

#### Legjobb mellékszereplő színész, televíziósorozat, televíziós minisorozat vagy tévéfilm
- Sean Hayes (Will és Grace)
- Lee Pace (Soldier’s Girl)
- Patrick Wilson (Angyalok Amerikában)
- Ben Shenkman (Angyalok Amerikában)
- Jeffrey Wright (Angyalok Amerikában)

#### Legjobb mellékszereplő színésznő, televíziósorozat, televíziós minisorozat vagy tévéfilm
- Kim Cattrall (Szex és New York)
- Kristin Davis (Szex és New York)
- Megan Mullally (Will és Grace)
- Cynthia Nixon (Szex és New York)
- Mary-Louise Parker (Angyalok Amerikában)